# Утяганово (Татарстан)
Утяга́ново (тат. Үтәгән) — село в Агрызском районе Республики Татарстан. Входит в состав Старосляковского сельского поселения.

## Этимология
Название села произошло от антропонима татарского происхождения «Үтәгән» (Утяган).

## Географическое положение
Село расположено в Восточном Предкамье, на правом берегу речки Бима. До центра сельского поселения, села Старое Сляково — 2,5 км на северо-запад. Расстояние до административного центра района, города Агрыз, составляет по автодорогам 109 км.

## История
По V ревизии 1795 года, в деревне Утегановы Сарапульской округи Вятской губернии в команде Началника Низамея Илметева числилось 8 ревизских душ тептярей.
В первой половине XIX века деревня входила в 25 юрту 11-го башкирского кантона. По ревизии 1816 года здесь проживало 86 душ мужского пола, в 1834 году — 216 башкир-вотчинников, 14 башкир-припущенников и 37 тептярей. В 1840 году жителями было засеяно 76 четвертей озимого хлеба и 36 четвертей ярового.
В «Списке населённых мест Российской империи», изданном в 1876 году, населённый пункт упомянут как казённая деревня Утяганова 3-го стана Сарапульского уезда Вятской губернии, при речке Биме, расположенная в 40 верстах от уездного города Сарапул. В деревне насчитывалось 50 дворов и проживало 369 человек (170 мужчин и 199 женщин), имелась мечеть.
По подворной переписи 1890 года в деревне Утеганово Утегановского сельского общества проживало 877 башкир-вотчинников в 147 дворах и 70 тептярей из башкир в 14 дворах, всего 947 человек (482 мужчины, 465 женщин), из них 2 грамотных и 1 учащийся. Занимались земледелием (имелось 134,1 десятины усадебной земли, 1234,1 десятин пашни, 167,1 десятин сенокоса, 1975,6 десятин подушного леса, а также 81,7 десятин неудобной земли; также 28,4 десятины надельной земли и 88 десятин вненадельной было снято, 138,6 — сдано крестьянам других общин), скотоводством (233 лошади, 359 голов КРС, 258 овец и 205 коз), пчеловодством (330 ульев в 22 дворах), из промыслов — в основном подённой работой и извозом. В деревне были мечеть, мектеб и мельница.
По переписи 1897 года в деревне проживало 1044 человека (518 мужчин, 526 женщин), из них 1043 магометанина. В начале XX века действовали мечеть, мектеб и медресе, а также земская русско-татарская школа и мельница.
В 1905 году в деревне Утяганова было 1093 жителя (535 мужчин, 558 женщин) в 199 дворах.
С 10 августа 1930 года село переходит в состав Красноборского района (в 1948 году — единственный населённый пункт Утягановского сельсовета), с 28 октября 1960 года — в состав Агрызского района, с 1 февраля 1963 года — в состав Елабужского сельского района. 4 марта 1964 года окончательно вернулось в состав Агрызского района.

## Население
По переписи 2010 года в селе проживало 287 человек (126 мужчин, 161 женщина).
| 1795 | 1834 | 1859 | 1890 | 1897 | 1905 | 1920 | 1926 | 1938 | 1949 | 1958 | 1970 | 1989 | 2002 | 2010 | 2015 |
| ---- | ---- | ---- | ---- | ---- | ---- | ---- | ---- | ---- | ---- | ---- | ---- | ---- | ---- | ---- | ---- |
| 8    | 267  | 369  | 947  | 1044 | 1093 | 1195 | 1295 | 1106 | 1051 | 793  | 713  | 408  | 364  | 287  | 262  |

Национальный состав
Согласно результатам переписи 2002 года, в национальной структуре населения татары составляли 99 %.

## Инфраструктура
В селе действуют фельдшерско-акушерский пункт, магазин, сельский клуб, начальная школа — детский сад, есть кладбище. В селе пять улиц — Дружбы, Речная, Татарстан, Центральная и Школьная.

## Религиозные объекты
Мечеть (открылась в 1996 году).

### Комментарии
1. ↑  Расстояние измерено с помощью инструментария Яндекс.Карты
2. ↑  ревизских душ